# Phloeodes emarginatus
Phloeodes emarginatus är en skalbaggsart som först beskrevs av Horn 1878.  Phloeodes emarginatus ingår i släktet Phloeodes och familjen barkbaggar. Inga underarter finns listade i Catalogue of Life.